# 人民路街道 (衡阳市)
人民路街道，中华人民共和国湖南省衡阳市石鼓区下属的一个街道，位于衡阳市老城区中心地段。

## 建制沿革
- 1958年，设置福星公社；
- 1968年，改置人民街道公社；
- 1978年，更名人民街道。

## 行政区划
人民路街道下辖8个社区：
- 环北社区、人民社区、玉环社区、湘北社区、向阳社区、陶沙社区、蒸阳社区、常胜社区